# Liste der Nummer-eins-Hits in Spanien (1959)
Dies ist eine Liste der Nummer-eins-Hits in Spanien im Jahr 1959. Sie basiert auf den offiziellen Chartlisten der Asociación Fonográfica y Videográfica de España (AFYVE, heute Promusicae), der spanischen Landesgruppe der IFPI.

| | Liste der Nummer-eins-Hits in Spanien | Liste der Nummer-eins-Hits in Spanien | Liste der Nummer-eins-Hits in Spanien | 1960 →                    |
| \| Zeitraum \| Wo. ges. \| Interpret \| Titel Autor(en) \| Zusätzliche Informationen \| \| (Zeitraum, Wochen auf Platz eins, Interpret, Titel, Autor[en], zusätzliche Informationen) \| \| \| \| \| \| ----------------------------------------------------------------------------------------- \| -------- \| ----------------------- \| ---------------------------- \| ------------------------- \| \| 5. Januar 1959 – 1. Februar 1959 4 Wochen \| 4 \| Ana María Parra \| Las Chicas De La Cruz Roja \| – \| \| 2. Februar 1959 – 15. Februar 1959 2 Wochen \| 2 \| Los 5 Latinos \| Como Antes" (Come Prima) \| – \| \| 16. Februar 1959 – 10. Mai 1959 12 Wochen \| 12 \| José Luís Y Su Guitarra \| Mariquilla \| – \| \| 11. Mai 1959 – 19. Juli 1959 10 Wochen \| 10 \| Paul Anka \| Diana Joe Sherman, Paul Anka \| – \| \| 20. Juli 1959 – 9. August 1959 3 Wochen \| 3 \| Los Cinco Latinos \| Recordándote \| – \| \| 10. August 1959 – 16. August 1959 1 Woche (insgesamt 4) \| 4 \| Monna Bell \| Un Telegrama \| – \| \| 17. August 1959 – 6. September 1959 3 Wochen \| 3 \| Gloria Lasso \| Luna De Miel \| – \| \| 7. September 1959 – 27. September 1959 3 Wochen (insgesamt 4) \| 4 \| Monna Bell \| Un Telegrama \| – \| \| 28. September 1959 – 11. Oktober 1959 2 Wochen (insgesamt 6) \| 6 \| Paul Anka \| You Are My Destiny Paul Anka \| – \| \| 12. Oktober 1959 – 25. Oktober 1959 2 Wochen \| 2 \| José Guardiola \| Montaña \| – \| \| 26. Oktober 1959 – 22. November 1959 4 Wochen (insgesamt 6) \| 6 \| Paul Anka \| You Are My Destiny Paul Anka \| – \| \| 23. November 1959 – 6. Dezember 1959 2 Wochen \| 2 \| Elder Berber \| Mare Nostrum (Ola, Ola, Ola) \| – \| \| 7. Dezember 1959 – 27. Dezember 1959 3 Wochen (insgesamt 4) \| 4 \| Paul Anka \| Lonely Boy Paul Anka \| – \| \| 28. Dezember 1959 – 3. Januar 1960 1 Woche \| 1 \| Gloria Lasso \| La Canción de Orfeo \| – \| |                                       |                                       |                                       |                           |
| |                                       |                                       |                                       | → 1960 →                  |
| Zeitraum | Wo. ges.                              | Interpret                             | Titel Autor(en)                       | Zusätzliche Informationen |
| (Zeitraum, Wochen auf Platz eins, Interpret, Titel, Autor[en], zusätzliche Informationen) |                                       |                                       |                                       |                           |
| 5. Januar 1959 – 1. Februar 1959 4 Wochen | 4                                     | Ana María Parra                       | Las Chicas De La Cruz Roja            | –                         |
| 2. Februar 1959 – 15. Februar 1959 2 Wochen | 2                                     | Los 5 Latinos                         | Como Antes" (Come Prima)              | –                         |
| 16. Februar 1959 – 10. Mai 1959 12 Wochen | 12                                    | José Luís Y Su Guitarra               | Mariquilla                            | –                         |
| 11. Mai 1959 – 19. Juli 1959 10 Wochen | 10                                    | Paul Anka                             | Diana Joe Sherman, Paul Anka          | –                         |
| 20. Juli 1959 – 9. August 1959 3 Wochen | 3                                     | Los Cinco Latinos                     | Recordándote                          | –                         |
| 10. August 1959 – 16. August 1959 1 Woche (insgesamt 4) | 4                                     | Monna Bell                            | Un Telegrama                          | –                         |
| 17. August 1959 – 6. September 1959 3 Wochen | 3                                     | Gloria Lasso                          | Luna De Miel                          | –                         |
| 7. September 1959 – 27. September 1959 3 Wochen (insgesamt 4) | 4                                     | Monna Bell                            | Un Telegrama                          | –                         |
| 28. September 1959 – 11. Oktober 1959 2 Wochen (insgesamt 6) | 6                                     | Paul Anka                             | You Are My Destiny Paul Anka          | –                         |
| 12. Oktober 1959 – 25. Oktober 1959 2 Wochen | 2                                     | José Guardiola                        | Montaña                               | –                         |
| 26. Oktober 1959 – 22. November 1959 4 Wochen (insgesamt 6) | 6                                     | Paul Anka                             | You Are My Destiny Paul Anka          | –                         |
| 23. November 1959 – 6. Dezember 1959 2 Wochen | 2                                     | Elder Berber                          | Mare Nostrum (Ola, Ola, Ola)          | –                         |
| 7. Dezember 1959 – 27. Dezember 1959 3 Wochen (insgesamt 4) | 4                                     | Paul Anka                             | Lonely Boy Paul Anka                  | –                         |
| 28. Dezember 1959 – 3. Januar 1960 1 Woche | 1                                     | Gloria Lasso                          | La Canción de Orfeo                   | –                         |